# バトゥ
バトゥ（ペルシア語 : باتو Bātū、1207年 - 1256年）は、ジョチ家の2代目当主（ハン：在位1225年 - 1256年）で、ジョチ・ウルスの実質的な創設者。チンギス・カンの長男のジョチの次男である。漢語では抜都、巴禿、八都罕。カナ表記ではバツ、バト。

## 生涯
1224年、父のジョチの死によりジョチ家の当主となる。バトゥの異母兄のオルダは病弱がちだったため、次男で母の家柄もよかったバトゥが当主となった。オルダの母もバトゥの母も同じコンギラト氏族の出自であったが、おそらくバトゥの家督継承には彼の母がコンギラト部族の宗主のアルチ・ノヤンの娘であったことも大きく関係していると思われる。

### バトゥの西方遠征
1236年春2月、モンゴル帝国第2代皇帝オゴデイの命を受けてヨーロッパ遠征軍の総司令官となり、四狗の一人であるスブタイやチンギス・カンの四男のトルイの長男であるモンケ、そしてオゴデイの長男であるグユクらを副司令として出征した。
『元朝秘史』によれば、各王家の長子クラスの皇子たち、また領民を持っていない皇子たち、さらに
とあって、帝国全土の王侯・部衆の長子たち、すなわち次世代のモンゴル帝国の中核を担う嗣子たちが出征するという甚だ大規模なものだった。バトゥは遠征軍に参軍する皇子たちを統括し、グユクはそのもとで皇帝オゴデイの本営軍（qol）から選抜された部隊を統括するよう勅命によって定められていたことが続けて述べられており、加えて『集史』によれば、チンギス・カンの功臣筆頭のボオルチュの世嗣ボロルタイがこのバトゥの本営・中軍（qol）の宿将としてこれを率いていた。
この遠征では前述のとおり各王家の当主クラスの皇子たちが出征した。すなわち、
- ジョチ家からは総司令バトゥを筆頭に、その異母兄のオルダと異母弟のベルケ、シバン、タングト。
- チャガタイ家からはチャガタイの長男のモエトゥケンの次男のブリ、その叔父にあたるチャガタイの六男のバイダル。
- オゴデイ家からは長男のグユク、その末弟のカダアン・オグル。
- トルイ家からは長男のモンケと七男のボチュク。
- そしてチンギス・カンとその次席皇后クラン・フジンとの子であるコルゲン。

などである。この時バトゥが率いた兵力は、4個千人隊（約1万人）だったと推定される。遠征軍の征服目標はジョチ家の所領西方の諸族、アス、ブルガール、キプチャクの諸勢力、ルーシ、ポーランド・ハンガリー方面であり、「ケラル」と称されるおそらくさらに西方のドイツ、フランス方面までも含まれていたと思われる。

#### ブルガール、キプチャク方面の征服
遠征軍はこの年の夏中を移動で過ごし、秋までに当時のジョチ家のオルドがあったイリ方面にまで到着した。1236年から1237年までの冬季に、遠征軍はまずアス人とブルガール人の征服に取り掛かった。宿将スブテイはヴォルガ・ブルガール地方に入るとブルガールを攻撃。その首長バヤン、ジクらが一度遠征軍のモンゴル王侯らに帰順を表明してきたが、まもなく離反しスブタイがこれらの服属工作を任され、これを達成した。
1237年の春、遠征軍はキプチャク草原全体に囲い込み作戦を実施し、左翼をモンケに任せた。モンケの左翼軍はカスピ海沿岸を進軍し、キプチャクの有力首長バチュマンとアスの首長カチャル・オグラと交戦、捕殺した。遠征軍はこれによりカスピ海沿岸地域で夏営した。この時期にカスピ海沿岸からカフカス北方までの地域にいたブルタス族、チェルケス族、サクスィーン人（アストラハン周辺）などが帰順・征服された。

#### ルーシ諸国の征服
1237年秋、ルーシ（現ロシア）方面に侵攻。12月下旬にはリャザン（旧リャザン）、コロムナが劫略された。1238年に入り2月にはウラジーミル大公国を攻略し3月にはウラジーミル大公ユーリー2世と交戦しこれを討ち破って戦死に追いやった。ルーシ北部諸国の多くが征服される一方でノヴゴロド公国のアレクサンドル・ネフスキーやガーリチ公ダニールらの帰順を受けている。この征服戦でまだ小村であったモスクワも攻略されたと見られている。その後遠征軍は南に進路を転じてコゼリスクを陥落させ、カフカス北部方面へ一時撤退、諸軍を休養させた。この年の4月から翌1239年にかけてはカフカス北部の諸族の征服を行った。このころ総司令官バトゥはグユク、ブリらと論功行賞などで激しく対立。その報告を受けたオゴデイの帰還命令によってグユクとモンケは1239年の秋には遠征軍を離れてモンゴル本土へ出発した。
1240年初春にはルーシ南部に侵攻し、キエフを包囲して同地を攻略・破壊した。当時キエフは大公位を巡ってルーシ諸国全体が争奪を激しくしており、モンゴル軍の侵攻に対処できなかった。またモンゴル側ではコルゲンがコロムナの包囲戦で戦死している。

#### ハンガリー、ポーランド、中欧の征服

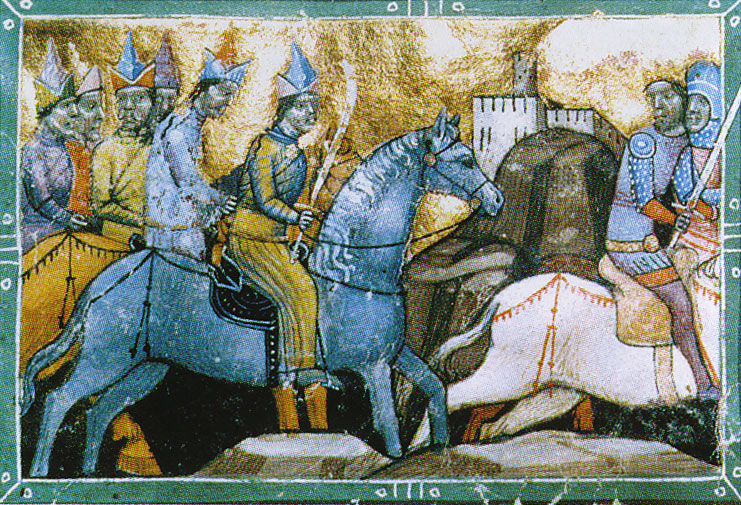
『モヒの戦い』、ハンガリー国王ベーラ4世を追うカダアン （『彩色年代記 Chronicum Pictum 』より）

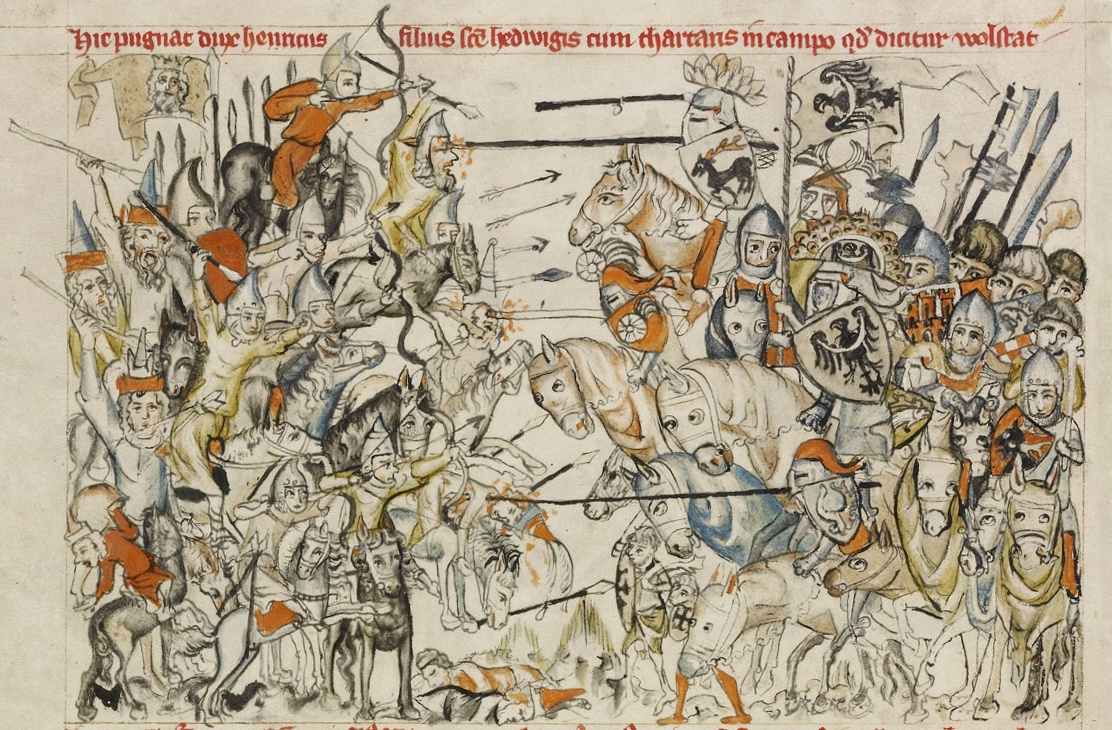
『レグニツァの戦い』、左がモンゴル軍、右がポーランド・チュートン騎士団連合軍（14世紀に書かれた聖人伝『シレジアの聖ヘドウィッヒen:Hedwig of Andechsの伝説』より）

1240年春、バトゥはカルパチア山脈の手前で遠征軍を5つに分け、ポーランド方面とワラキア方面、カルパチア正面からトランシルヴァニア経由でハンガリー王国へ侵攻した。
まず西方では右翼のオルダの支軍がポーランド王国（ピャスト朝）に侵攻し、3月にはクラクフを占領。続いてバイダル率いる前衛軍が1241年4月にはレグニツァの戦い（ワールシュタットの戦い）でポーランド軍を破ってポーランド王ヘンリク2世を敗死させた。シレジア、モラヴィア地方も「ペタ」なる人物の侵攻を受けたようだが、これはバイダルのことと考えられている。カダアン、ブリ率いる軍はカルパティア山間に居住していたサーサーン人（おそらくザクセン人）を破り、ボチェクの軍は山脈のワラキア人と思われる集団を撃破している。
一方同年3月にはバトゥの本隊はトランシルバニアからハンガリーに侵入し、ベーラ4世に降伏勧告を行った。やがてモラヴィアからバイダル、カダアンおよびスブタイが合流し、ペシュト市を陥落させている。ティサ川流域のモヒー平原でハンガリー王ベーラ4世と対峙、宿将スブタイおよびシバンの前衛部隊が夜半にベーラ4世の幕営を急襲して破り、ベーラ4世はオーストリア経由でアドリア海へ敗走した。こうしてモンゴル軍はハンガリー全土を支配・破壊するに至った。まさにバトゥの行くところ、敵無しの状況だったのである。
続く1241年はカダアンらによるトランシルバニア全域の征服や、クマン人、マジャール人などのハンガリー王国の残存勢力の掃討などが行われた。夏から秋にかけてはバトゥの本隊はドナウ川河畔に幕営したのち、冬には凍結したドナウ川を渡ってエステルゴム市を包囲攻撃した。

#### オゴデイの訃報とハンガリー以西からの撤退
しかし1241年12月21日にオゴデイが死去すると、ほどなくバトゥの本陣にもその訃報が届いた。1242年3月にバトゥはオゴデイの死去にともなう遠征軍全軍の帰還命令を受けると、ただちにエステルゴムを陥落させ、カダアンにベーラ4世の追撃を命じた。モンゴル軍の一部はウィーン近郊のノイシュタットまで迫ったようだが、この地域の征服は諦めドナウ流域を経由してキプチャク草原へ撤退したようである。こうしてバトゥ指揮下のモンゴル帝国西方遠征軍は、ハンガリー支配を放棄して帰国することを余儀なくされた。しかし、バトゥの支配したカルパチア山脈以東のルースィ諸国を中核とする東欧の領土は、その後のジョチ・ウルスの基盤となったのである。

### トルイ家との協同とチャガタイ・オゴデイ家との対立
オゴデイ死後、バトゥとルーシ遠征中に険悪な仲となったグユクが第3代皇帝になろうとすると、これに強硬に反対してモンケを擁立しようとした。グユクの生母のドレゲネはグユクの推戴を狙いモンゴル帝国全土の王族たちに、オゴデイ没後の摂政として自らの主導でクリルタイの開催を執拗に説いて回った。バトゥはオゴデイが後継者と指名していたのはシレムンであったことを主張し、帝国西方の重鎮として不参加を表明してこのドレゲネの動きを牽制した。このため帝国は5年近く皇帝（カアン）位が空位のままという状態に陥った。
1246年ついにソルコクタニ・ベキをはじめとするトルイ家の皇子たちや東方のテムゲ・オッチギンらがドレゲネのクリルタイ開催の要請を承諾して参加を表明したため、バトゥも急ぎクリルタイへの参加を表明した。しかしオゴデイ、チャガタイ、トルイ家の王族たちのほとんどが参加し帝国各地の諸侯や帰順王侯が参加するココ・ノウルで開催されたクリルタイに間に合わず、ジョチ家は既にモンゴル本土に来着していたオルダやシバン、ベルケ、トカ・テムルら兄弟たちの参加のみで当主バトゥの不在のまま、グユクが第3代皇帝に推戴された。
このため、バトゥはクリルタイの決定に不満を抱き、皇帝（カアン）に即位したグユクから再三にわたり臣従の誓約に赴くようモンゴル本土への召還命令を受けていたが、病気療養を理由に拒み続けた。一時、グユクの宿敵として危険視され窮地に追い込まれたが、ソルコクタイ・ベキらがモンゴル中央の動静を逐一彼に伝えてグユクとの対処を進言していた。
1248年、以前から患っていたリューマチの療養のためエミル近辺のオゴデイの放牧地へ行幸すると称し、グユク自ら遠征軍を率いて討伐しにやって来た。しかし同年4月にグユクがビシュバリク付近で急死したため、モンゴル帝国は最有力王族とモンゴル皇帝との内戦という最悪の事態を回避することができた。グユクの死について『集史』では彼の父のオゴデイと同様に平時からの過度の酒色を原因としているが、甚だ緊迫した状況下でジョチ家・トルイ家にとって都合の良い時期の死であるため、バトゥによる暗殺説も一部では有力視されている。

### モンケの推戴および晩年
グユク死後はモンケを新たな皇帝（カアン）として推挙し、モンケを強行的に即位させた。このとき、バトゥが次代の皇帝（カアン）になることを望む声もあったが、バトゥはあくまで帝国の影の実力者に徹して、ついにモンゴル皇帝になることはなかった。その後はジョチ・ウルスの領土の統治に尽力し、ヴォルガ河下流域のかつてのイティルの周辺に冬営地サライを首都として定めた。バトゥの宮廷を訪れたウィリアム・ルブルックによると、バトゥの宮廷は季節によって南北に移動し、春にはヴォルガ河東岸を北上してブルガール方面に留まり、8月には南に戻っていたと言う。
バトゥが青帳汗（Kök Orda）、長兄のオルダが白帳汗（Aq Orda）を任じて、それぞれジョチ・ウルスの右翼（西部）・左翼（東部）の統治を分担した。13-14世紀のモンゴル帝国時代にはこのような記録は見えず、赤坂恒明によれば、これはバトゥ家が断絶した後、ジョチ・ウルスが青帳（キョク・オルダ、Kök Orda）、白帳（アク・オルダ、Aq Orda）に政治的に分かれていたとする後代の年代記やロシア側の資料などの記述を、バトゥの時代に溯及して論じたものであろうとしている。
1256年、ヴォルガ河畔のサライにおいて死去した。48歳。
バトゥが死去する前年の1255年は、春にモンケが第2回のクリルタイを開催していたため、嫡子のサルタクがこのクリルタイに派遣されていた。訃報はただちにモンケの宮廷に伝えられ、モンケはサルタクをバトゥの後継者に任命した。しかしながらサルタクはジョチ・ウルスへ帰還中に病没し、さらにモンケがその後継者に追認した末弟のウラクチもその半年後に夭折したため、最終的にはバトゥの次弟のベルケが継いだ。

## バトゥが参加した戦争・戦闘

### 参加した戦争
- モンゴルのポーランド侵攻

### 参加した戦闘
- レグニツァの戦い（ワールシュタットの戦い）
- モヒの戦い

## 評価
バトゥの遠征軍の直接的脅威にさらされたヨーロッパ諸国の記録や、特に16世紀後半に中央アジア進出を開始するまで、ジョチ・ウルスの服属支配を受けたロシアにおいては、バトゥの性格は極めて激しく、敵には容赦ない残虐性を持っていた人物とみなされていた。政敵はことごとく暗殺、戦場では敵を皆殺し、降伏してきた敵方の貴婦人300人を素っ裸にして首を刎ねるなど数々の処刑も行ったいわゆる「タタールのくびき」を体現する人物として、バトゥは悪逆非道な暴君として書かれる傾向にある。13世紀中頃にトランシルバニアからロシア草原に出てバトゥの宮廷およびカラコルムを訪れたローマ教皇遣使プラノ・カルピニのジョヴァンニも「偉大なる君主であるが、都市を容赦なく破壊する暴君でもある」と評している。
しかし、軍事においては、数々の困難な戦いに打ち勝ってきた。モンゴル帝国が短期間でヨーロッパにまで勢力を拡大できたのは、バトゥの功績によるところが大きい。バトゥは戦場では極めて果断かつ苛烈であるが、これは『元朝秘史』、『集史』などでチンギス・カンが説き求めているモンゴル帝国の君主の徳目として、同胞や味方に対しては極力寛大に振るまい物惜しみなく報賞を与えることを第一とし、かつ、降服を拒む民や反逆する民に対しては容赦無く殲滅すべく敵に対しては妥協のない処置に臨むことが美徳とされていた。バトゥもまた「チンギス・カンの金言」に忠実な人物だったと言える。これに優れた人物で、人民に対しては寛大で宗教に対しても融和的な政策を採用して国家の安定を図り、モンゴル人からは「サイン・ハン Sāyin khān/Sain qan」（偉大なる賢君）とまで称された。モンゴル人以外の歴史家からも、バトゥは軍人としても為政者としても高く評価されているが、ヨーロッパ遠征中にオゴデイ家のグユクやチャガタイ家の諸子らと犬猿の仲になったことが、後のモンゴル帝国分裂の一因を成してしまった。

## 家族構成
彼は父のジョチとオキ・フジンとの子である。彼の母のオキ・フジンはコンギラト部族首長デイ・セチェンの子のアルチ・ノヤンを父にもち、チンギス・カンの正妃筆頭ボルテ（ジョチの母）はアルチ・ノヤンの妹であるため、ジョチにとって従姉妹にあたる。ジョチの息子たちは総勢40人以上いたと言われているが、14世紀初頭までに子孫を残した有力な嗣子たちは、バトゥの他に
- バトゥの異母兄のオルダ
- バトゥの死後にジョチ家の家督を継いだ三男のベルケ
- シャイバーニー朝などの遠祖となった五男のシバン
- アストラハン・ハン国とウルグ・ムハンマド・ハンのカザン・ハン国、クリミア・ハン国のハージー・ギレイ家（英語版）などの祖となった十三男のトカ・テムル

など14人が知られている。
また、バトゥは長男のジョチの後継者とされていたため、祖父のチンギス・カンの命によって孫の世代を総覧する任にあった。

### バトゥの嗣子たち
バトゥには4人の息子たちがいたことが知られている。サルタク、トクカン、エブゲン、ウラクチである。長男のサルタクはバトゥが死去したときモンケの宮廷にいたため、モンケは彼にジョチ家の家督を認証したが、ジョチ・ウルスへ帰投する途中で病没し、かわりに四男で幼少の末子のウラクチに家督を継がせるよう勅が下った。しかしウラクチは程なく夭折し、実質的にウルスを統括していたバトゥの次弟のベルケへの家督継承が勅によって認証された。以後のバトゥの血筋は次男のトクカンと三男のエブゲンに引継がれ、ベルケの死後にトクカンの次男のモンケ・テムルがジョチ・ウルスを相続することとなる。
また、バトゥには多くのハトゥンや妻妾がいたといわれているが、東西の文献双方で名前が確認できるのは、バトゥの正妃筆頭であったアルチ・タタル部族のボラクチン・ハトゥン（Burāqchīn Khātūn）ただひとりである。他にオイラト部族の首長トレルチの娘であったベキ・ハトゥンがいたことが分かっている。このベキ・ハトゥンの姉妹には、チャガタイ家の当主カラ・フレグに嫁いだオルクナ・ハトゥンや、フレグの第四正妃オルジェイ・ハトゥン、バトゥの次男トクカンに嫁ぎ、モンケ・テムル、トダ・モンケの母となったコチュ・ハトゥンがいる。

## 宗室

### 父母
- 父　ジョチ
- 母　オキ・フジン

### 兄弟
- 長兄 オルダ - イルティシュ川流域に残り、ジョチ・ウルス左翼（東部）を支配。
- 弟 ベルケ
- 弟 ベルケチェル
- 弟 シバン
- 弟 タングト
- 弟 ボアル - 長男のタタルの子がノガイである。
- 弟 チラウカン
- 弟 シンクル - オルダ旗下の左翼ウルスへ。
- 弟 チンバイ
- 弟 ボラ（ムハンマド）
- 弟 ウドゥル - オルダ旗下の左翼ウルスへ。
- 弟 トカ・テムル - オルダ旗下の左翼ウルスへ。
- 弟 セングム - オルダ旗下の左翼ウルスへ。

### 后妃
- ボラクチン・ハトゥン
- ベキ・ハトゥン

### 子
- サルタク
- トクカン
- エブゲン
- ウラクチ

## 映画に登場するバトゥの描写
2017年のロシア映画『フューリアス 双剣の戦士』に登場するバトゥは、ローマ教皇遣使プラノ・カルピニの記述通り、服従したり協力的な民には慈悲深く、反抗的な民には情け容赦無い人物として描写されている。主人公コロヴラートが住んでいるリャザン公国が、15万ものバトゥの大軍に包囲され、コロヴラートは大公と共にバトゥの陣営を訪問し、停戦交渉を行う。バトゥは、モンゴル帝国に服従するなら、リャザン公国の住民を保護し、さらに危機が迫れば、リャザンに食料や兵力を提供することを約束する。だが、その宴席でコロヴラートは、バトゥ軍に抵抗し、奴隷のように扱われているロシア人を見つけ激昂しモンゴル兵を殺して脱出させる。バトゥは、降伏拒否したと判断し、リャザンに総攻撃を開始する。コロヴラートはリャザンが滅亡したあとも、生き残りの数人を率いてバトゥ軍を追撃しゲリラ戦を仕掛ける。バトゥ軍との最終決戦でコロヴラート1人になるまで戦うが、ついに敗れバトゥの足元で息絶える。この時にバトゥが「英雄にふさわしい敬意をもって、この者を埋葬せよ」と兵士に命令して、映画は終わる。
2018年のウクライナ映画『グラディウス 希望への奪還』にもバトゥが登場している。

### 一次資料
- 北川誠一「ジョチ・ウルスの研究 1『ジョチ・ハン紀』訳文 1」『ペルシャ語古写本史料精査によるモンゴル帝国諸王家に関する総合的研究』平成7年度科学研究費補助金（総合研究A）研究成果報告書、1996年3月、pp.67-90。
- 北川誠一「ジョチ・ウルスの研究 2『ジョチ・ハン紀』訳文 2」『史朋』30号、1998年3月、pp.1-13。
- C.M.ドーソン著、佐口透訳注『モンゴル帝国史 2』、平凡社〈東洋文庫128〉1968年12月。
- カルピニ、ルブルク著、護雅夫訳『中央アジア・蒙古旅行記』桃源社〈東西交渉旅行記全集 1〉、1965年4月。
- レーベヂェフ編、除村吉太郎訳「ガリーチ・ヴォルイニ年代記」『ロシヤ年代記』弘文堂、1946年。
- 中村喜和編訳「バツのリャザン襲撃の物語」『ロシア中世物語集』筑摩書房〈筑摩叢書 168〉、1970年6月。

### 関連論文・書籍
- 赤坂恒明『ジュチ裔諸政権史の研究』風間書房、2005年2月28日。
- 宇野伸浩「チンギス・カン家の通婚関係の変遷」『東洋史研究』52巻3号、東洋史研究會、1993年12月、pp.99-434。doi:10.14989/154461
- 宇野伸浩「<モンゴル研究のパラダイム> チンギス・カン家の通婚関係に見られる対称的婚姻縁組 （ユーラシア遊牧社会の歴史と現在）」『国立民族学博物館研究報告 別冊』20号、1999年、pp.1-68。doi:10.15021/00003522
- 杉山正明、北川誠一『大モンゴルの時代』、中央公論社〈世界の歴史 9〉、1997年。